# Формігара
Формігара, Форміґара (італ. Formigara) — муніципалітет в Італії, у регіоні Ломбардія,  провінція Кремона.
Формігара розташована на відстані близько 440 км на північний захід від Рима, 55 км на південний схід від Мілана, 24 км на північний захід від Кремони.
Населення — 1086 осіб (2014).
Щорічний фестиваль відбувається 28 липня. Покровитель — Sant'Eurosia.

## Демографія
Населення за роками:

Станом на 1 січня 2023 року в муніципалітеті офіційно проживало 120 іноземців з 14 країн, серед них 29 громадян країн Євросоюзу та 1 громадянин України.

## Сусідні муніципалітети
- Камайраго
- Кастільйоне-д'Адда
- Гомбіто
- Піццигеттоне
- Сан-Бассано